# Liste des épisodes d'Accel World
Pour un article plus général, voir Accel World.
Accel World est un anime de science-fiction japonais basé sur une série de light novel écrit par Reki Kawahara et dessiné par HiMA. L'anime est produit par le studio Sunrise et réalisé par Masakazu Obara. 

## Synopsis
En 2046, le monde a bien changé. Chacun utilise dorénavant un terminal portatif appelé Neuro-linker, permettant d’être connecté en permanence à des réseaux virtuels. Mais certaines choses ne changent pas. Il existe toujours des enfants qui servent de souffre-douleur à d’autres. Haruyuki, collégien petit et obèse, est un enfant qui souffre de cette persécution. Pour échapper à son triste quotidien, Haruyuki passe régulièrement du temps sur un réseau local, à jouer et exceller à un jeu de squash. Un jour, la très populaire Neige Noire, lui adresse la parole. 
« Ne souhaiterais-tu pas aller encore plus vite, jeune homme ? » 
Neige Noire lui propose de rejoindre un mystérieux programme, le Brain Burst. Haruyuki, ayant pris connaissance du secret du monde accéléré, décide de combattre en tant que chevalier de Noire Neige  !

## Liste des épisodes

### Arc 1 (Return of the Black Snow Princess)
| No                            | Titre en français | Titre original | Date de 1re diffusion |
| ----------------------------- | ----------------- | -------------- | --------------------- |
| 1                             | Accélération      | Acceleration   | 6 avril 2012          |
| [Light Novel 1]               |                   |                |                       |
| 2                             | Transformation    | Transformation | 13 avril 2012         |
| [Light Novel 1]               |                   |                |                       |
| 3                             | Investigation     | Investigation  | 20 avril 2012         |
| [Light Novel 1]               |                   |                |                       |
| 4                             | Déclaration       | Declaration    | 27 avril 2012         |
| [Light Novel 1]               |                   |                |                       |
| 5                             | Aviation          | Aviation       | 4 mai 2012            |
| [Light Novel 1]               |                   |                |                       |
| 6                             | Rétribution       | Retribution    | 11 mai 2012           |
| [Light Novel 10 (Side Story)] |                   |                |                       |
| 7                             | Restauration      | Restoration    | 18 mai 2012           |
| [Light Novel 10 (Side Story)] |                   |                |                       |

### Arc 2 (Crimson Storm Princess)
| No              | Titre en français | Titre original | Date de 1re diffusion |
| --------------- | ----------------- | -------------- | --------------------- |
| 8               | Tentation         | Temptation     | 25 mai 2012           |
| [Light Novel 2] |                   |                |                       |
| 9               | Ascension         | Escalation     | 1er juin 2012         |
| [Light Novel 2] |                   |                |                       |
| 10              | Activation        | Activation     | 15 juin 2012          |
| [Light Novel 2] |                   |                |                       |
| 11              | Obligation        | Obligation     | 22 juin 2012          |
| [Light Novel 2] |                   |                |                       |
| 12              | Absolution        | Absolution     | 29 juin 2012          |
| [Light Novel 2] |                   |                |                       |

### Arc 3 (Dusk Robber)
| No                            | Titre en français | Titre original | Date de 1re diffusion |
| ----------------------------- | ----------------- | -------------- | --------------------- |
| 13                            | Violation         | Violation      | 6 juillet 2012        |
| [Light Novel 3]               |                   |                |                       |
| 14                            | Arrestation       | Arrestation    | 13 juillet 2012       |
| [Light Novel 3]               |                   |                |                       |
| 15                            | Destruction       | Destruction    | 20 juillet 2012       |
| [Light Novel 3]               |                   |                |                       |
| 16                            | Imagination       | Imagination    | 27 juillet 2012       |
| [Light Novel 3]               |                   |                |                       |
| 17                            | Fragmentation     | Fragmentation  | 3 août 2012           |
| [Light Novel 3]               |                   |                |                       |
| 18                            | Invitation        | Invitation     | 10 août 2012          |
| [Light Novel 10 (Side Story)] |                   |                |                       |
| 19                            | Révolution        | Revolution     | 17 août 2012          |
| [Light Novel 10 (Side Story)] |                   |                |                       |

### Arc 4 (Flight Towards the Blue Sky)
| No              | Titre en français | Titre original | Date de 1re diffusion |
| --------------- | ----------------- | -------------- | --------------------- |
| 20              | Domination        | Domination     | 24 août 2012          |
| [Light Novel 4] |                   |                |                       |
| 21              | Insurrection      | Insurrection   | 31 août 2012          |
| [Light Novel 4] |                   |                |                       |
| 22              | Détermination     | Determination  | 7 septembre 2012      |
| [Light Novel 4] |                   |                |                       |
| 23              | Consolidation     | Consolidation  | 14 septembre 2012     |
| [Light Novel 4] |                   |                |                       |
| 24              | Réincarnation     | Reincarnation  | 21 septembre 2012     |
| [Light Novel 4] |                   |                |                       |

## OAV
Ces OAV sont inclus avec les jeux vidéo Accel World: Ginyoku no Kakusei et Accel World: Kasoku no Chōten, publiés par Namco Bandai Games.
| No | Titre français | Titre japonais      | Titre japonais | Date de 1re diffusion |
| No | Titre français | Kanji               | Rōmaji         | Date de 1re diffusion |
| -- | -------------- | ------------------- | -------------- | --------------------- |
| 1  | Réverbération  | Reverberation；残響 | Ribaberēshon   | 13 septembre 2012     |
| 2  | Vacation       | Vacation；温泉      | Bakēshon       | 31 janvier 2013       |

## Épisodes bonus
Ces épisodes sont inclus dans les DVD/Blu-ray de la série.
| No | Titre français | Titre japonais           | Titre japonais        | Date de 1re diffusion |
| No | Titre français | Kanji                    | Rōmaji                | Date de 1re diffusion |
| -- | -------------- | ------------------------ | --------------------- | --------------------- |
| 1  | Achel World 1  | あくちぇる・わーるど。一 | Akucheru Wārudo Ichi  | 25 juillet 2012       |
| 2  | Achel World 2  | あくちぇる・わーるど。二 | Akucheru Wārudo Ni    | 29 août 2012          |
| 3  | Achel World 3  | あくちぇる・わーるど。三 | Akucheru Wārudo San   | 26 septembre 2012     |
| 4  | Achel World 4  | あくちぇる・わーるど。四 | Akucheru Wārudo Yon   | 24 octobre 2012       |
| 5  | Achel World 5  | あくちぇる・わーるど。五 | Akucheru Wārudo Go    | 28 novembre 2012      |
| 6  | Achel World 6  | あくちぇる・わーるど。六 | Akucheru Wārudo Roku  | 26 décembre 2012      |
| 7  | Achel World 7  | あくちぇる・わーるど。七 | Akucheru Wārudo Nana  | 30 janvier 2013       |
| 8  | Achel World 8  | あくちぇる・わーるど。八 | Akucheru Wārudo Hachi | 27 février 2013       |